# Feng Guozhang
Féng Guózhāng, (chinês tradicional: 馮國璋, chinês simplificado: 冯国璋, Wade–Giles: Feng Kuo-chang; cortesia: Huafu 華甫 ou 華符) (7 de janeiro de 1859 - 12 de dezembro de 1919) foi um dos principais generais do Exército de Beiyang e políticos do início da China republicana. Ele exerceu o cargo de Vice-Presidente e Presidente da República da China; sendo considerado o fundador da Facção Zhili, uma destacada facção político-militar que disputava o controle do norte da China durante a caótica Era dos Senhores da Guerra.